# 橫斑林鴞
橫斑林鴞（學名：Strix varia）是鴟鴞科林鴞屬的一種大型貓頭鷹。

## 特徵

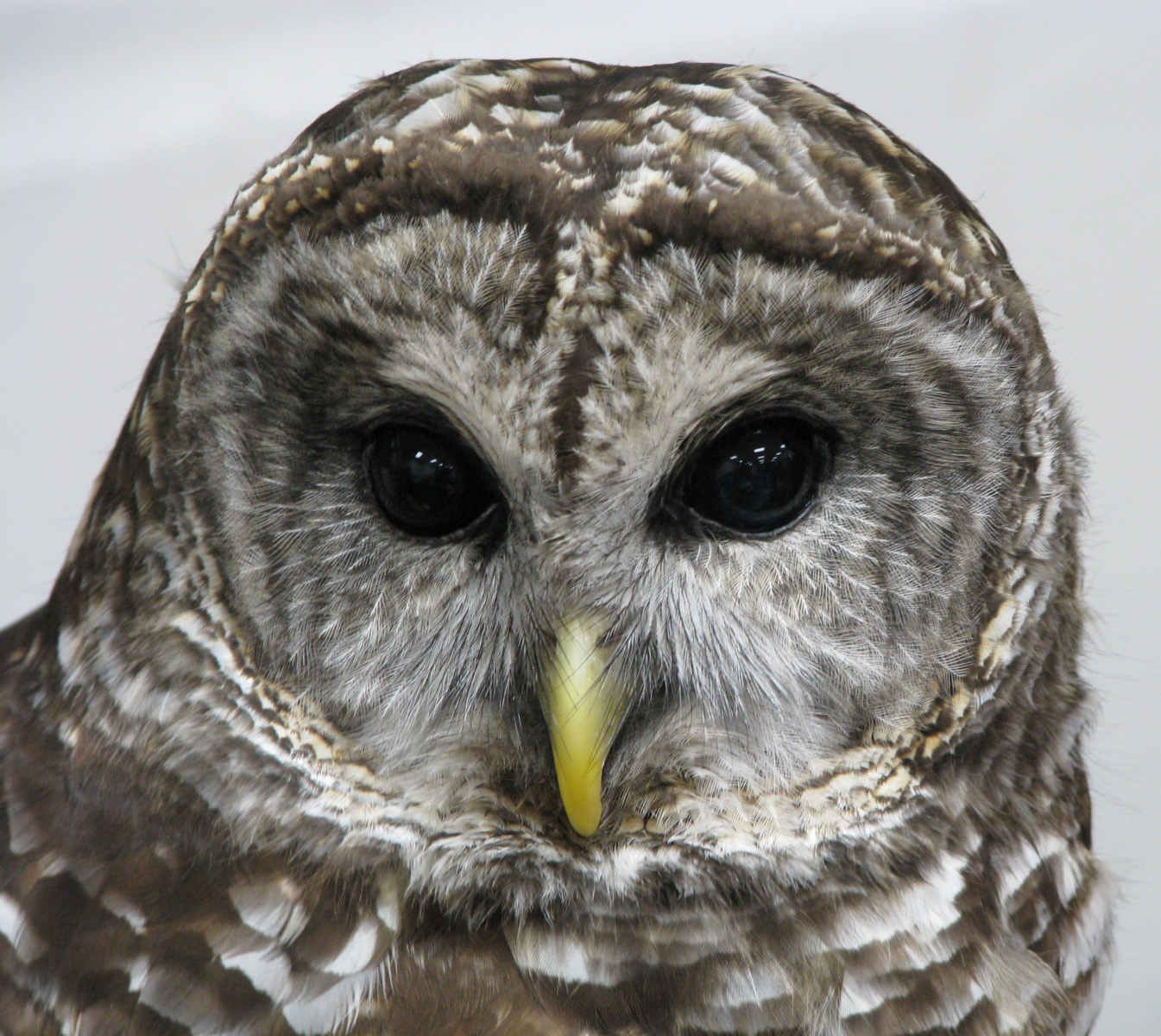
橫斑林鴞的頭部。

橫斑林鴞長44-46厘米，翼展101-115厘米。它們的面部淡色，眼睛周圍有深色的環。喙呈黃色，眼睛褐色。它們是美國東部唯一擁有褐色的眼睛的貓頭鷹，其他的都是黃色眼睛。頭部很圓，沒有耳羽。上身呈灰褐色，下身為淺色且有斑紋。胸部有白色橫斑。腳上長有羽毛。

## 分佈及棲息地
橫斑林鴞分佈在加拿大、美國東部及墨西哥的密林中繁殖，近年擴展至美國西部，具备领地意识。研究顯示郊區很適合它們棲息，它們在郊區的數量比在古老原始林的上升更快。它們在郊區的威脅只有車輛。

## 與北方斑點鴞的關係

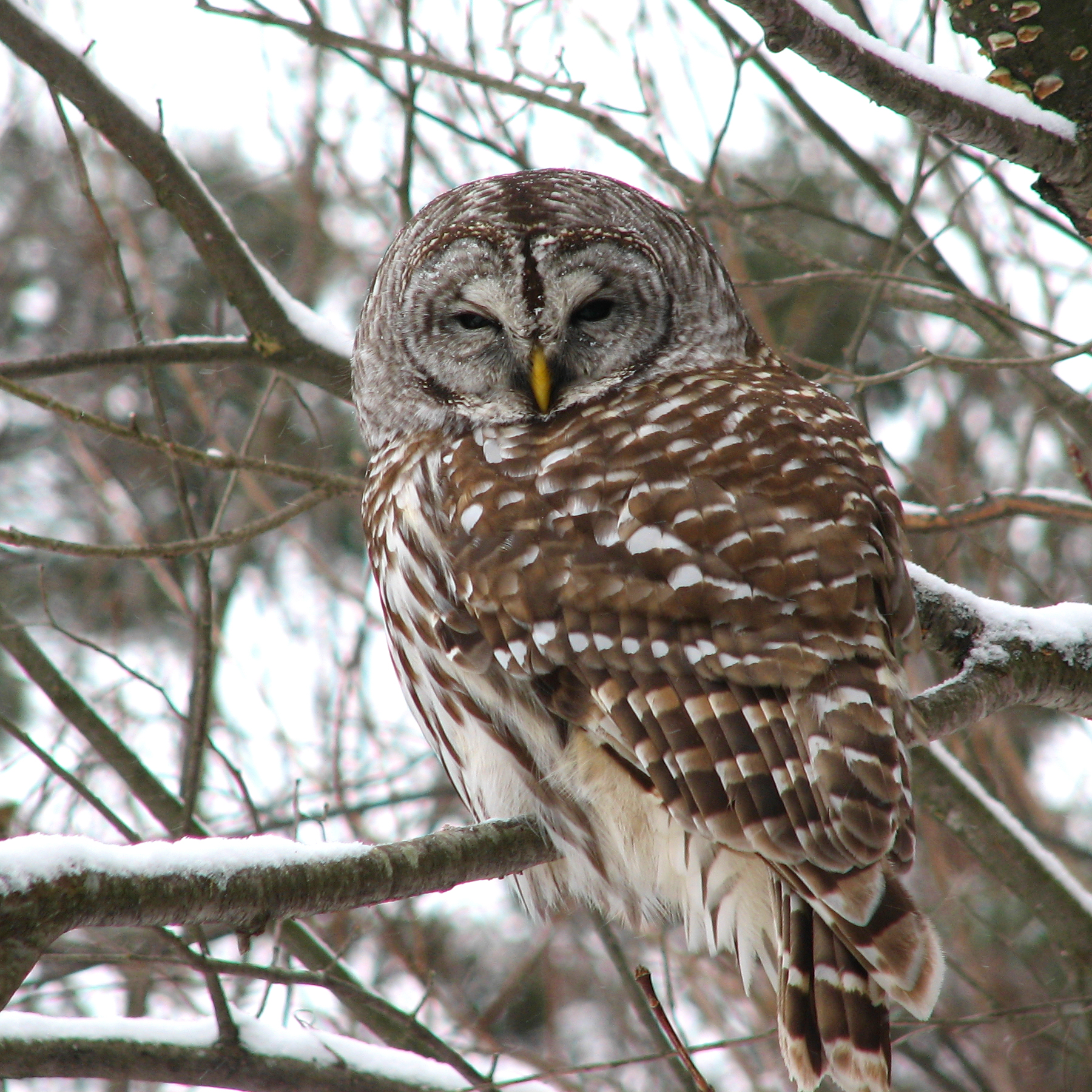
在魁北克的橫斑林鴞。

橫斑林鴞對於在美國華盛頓州、加利福尼亞州及俄勒岡州的北方斑點鴞的衰落須負上部份責任。自1960年代，橫斑林鴞就向西擴展。當北方斑點鴞與橫斑林鴞在同一環境下，後者一般會具有攻擊性，令前者的數量減少。這兩種貓頭鷹也會混種。

## 行為及生態

### 繁殖
橫斑林鴞一般會在樹穴築巢，也會佔用烏鴉及松鼠的巢。它們是留鳥，但在繁殖季節後也會離開。當位點適合築巢，它們往往會重用此地方。在美國佛羅里達州南部的會在1月初生蛋，而在緬因州北部的則會在4月中生蛋，每次生2-4隻蛋。雌鳥會負責孵蛋，孵化約需4星期。雛鳥要4-5個星期大才會換羽。

### 食性
橫斑林鴞主要吃小鼠屬的多個物種，也會吃細小的哺乳動物及鳥類（如松雞科、鳩鴿科及鴨）。它們有時會涉水捕魚或龜鱉類。
橫斑林鴞會在夜間獵食，停留在高處等候獵物，或是在林間飛行搜尋獵物。它們是北美洲中在日間最活躍的貓頭鷹，尤其是在哺育雛鳥。

## 外部連結
- USGS Patuxent Bird Identification InfoCenter
- Cornell Lab of Ornithology （页面存档备份，存于）
- South Dakota Birds and Birding （页面存档备份，存于）
- Stellar Media Video （页面存档备份，存于）
- OwlWatch.org （页面存档备份，存于）
- 横斑林鸮幼仔叫声和行为 （页面存档备份，存于）
- 橫斑林鴞的图片